# Matija Bravničar
Matija Bravničar, slovenski skladatelj, pedagog in violinist, * 24. februar 1897, Tolmin, † 25. november 1977, Ljubljana.

## Življenjepis
Najprej je pričel s študijem violine, nato pa študiral privatno kompozicijo pri Mariju Kogoju in Slavku Ostercu na ljubljanskem konservatoriju. Bil je violinist opernega orkestra v Ljubljani v letih od 1919 do 1945 in tudi njegov predsednik, po vojni je bil kratek čas ravnatelj glasbene šole v Gorici, od leta 1945 do 1949 upravni direktor Akademije za glasbo, nato vodja glasbenega oddelka pri Državni založbi, od leta 1952 dalje izredni in kasneje (letnica neugotovljena; najkasneje 1961) redni profesor kompozicije na AG do upokojitve 1967. Leta 1949 je postal drugi predsednik (za Karlom Pahorjem) Društva slovenskih skladateljev, 1953-1957 pa je predsedoval še Zvezi jugoslovanskih skladateljev. Leta 1951 je skupaj z Marijanom Lipovšekom urejal Slovensko glasbeno revijo. Od leta 1972 je bil izredni, od leta 1974 pa redni član SAZU.

## Delo
Bravničar je bil eden prvih slovenskih simfoničnih skladateljev. Njegov opus obsega štiri simfonije, dve operi Pohujšanje v dolini šentflorjanski (1928/29) in Hlapec Jernej in njegova pravica (1936), opereta Stoji, stoji Ljubljanca (1933), mnoge simfonične pesnitve, komorne skladbe itd. 
Slogovno spada med poznoromantične in ekspresionistične skladatelje. V svojih skladbah je pogosto uporabljal prvine slovenskega ljudskega glasbenega izročila. 
Leta 1963 je prejel Prešernovo nagrado za Koncert za violino in orkester. 

## Družina
Poročen je bil z balerino Gizelo Bravničar, njun sin je Dejan Bravničar, slovenski violinist, njegov vnuk pa pianist Igor Bravničar.